# Temporada 1966-67 de los Boston Celtics
La temporada 1966-67 fue la vigésimo primera de los Boston Celtics en la NBA. La temporada regular acabó con 60 victorias y 21 derrotas, clasificándose para los playoffs, en los que alcanzaron las Finales de División, en las que cayeron derrotados por Philadelphia 76ers.

## Elecciones en el Draft
| Ronda | Puesto | Jugador     | Posición | Nacionalidad   | Universidad |
| ----- | ------ | ----------- | -------- | -------------- | ----------- |
| 1     | 8      | Jim Barnett | Escolta  | Estados Unidos | Oregon      |
| 2     | 18     | Leon Clark  | Alero    | Estados Unidos | Wyoming     |
| 3     | 28     | Gary Turner | Alero    | Estados Unidos | TCU         |

## Temporada regular
| División Este        | División Este | División Este | División Este | División Este | División Este | División Este | División Este | División Este |
| Equipo               | G             | P             | %             | PD            | Casa          | Fuera         | Neutral       | Div           |
| -------------------- | ------------- | ------------- | ------------- | ------------- | ------------- | ------------- | ------------- | ------------- |
| x-Philadelphia 76ers | 68            | 13            | .840          | –             | 28–2          | 26–8          | 14–3          | 28–8          |
| x-Boston Celtics     | 60            | 21            | .741          | 8             | 27–4          | 25–11         | 8–6           | 30–6          |
| x-Cincinnati Royals  | 39            | 42            | .481          | 29            | 20–11         | 12–24         | 7–7           | 14–22         |
| x-New York Knicks    | 36            | 45            | .444          | 32            | 20–15         | 9–24          | 7–6           | 11–25         |
| Baltimore Bullets    | 20            | 61            | .247          | 48            | 12–20         | 3–30          | 5–11          | 7–29          |

## Playoffs

### Semifinales de División
Boston Celtics vs. New York Knicks 
| Fecha       | Partido                                 | Ciudad     |
| ----------- | --------------------------------------- | ---------- |
| 21 de marzo | Boston Celtics 140, New York Knicks 110 | Boston     |
| 25 de marzo | New York Knicks 108, Boston Celtics 115 | Nueva York |
| 26 de marzo | Boston Celtics 112, New York Knicks 123 | Boston     |
| 28 de marzo | New York Knicks 109, Boston Celtics 118 | Nueva York |
|             | Boston Celtics gana las series 3-1      |            |

### Finales de División
Boston Celtics vs. Philadelphia 76ers 
| Fecha       | Partido                                    | Ciudad     |
| ----------- | ------------------------------------------ | ---------- |
| 31 de marzo | Philadelphia 76ers 127, Boston Celtics 113 | Filadelfia |
| 2 de abril  | Boston Celtics 102, Philadelphia 76ers 107 | Boston     |
| 5 de abril  | Philadelphia 76ers 115, Boston Celtics 104 | Filadelfia |
| 9 de abril  | Boston Celtics 121, Philadelphia 76ers 117 | Boston     |
| 11 de abril | Philadelphia 76ers 140, Boston Celtics 116 | Filadelfia |
|             | Philadelphia 76ers gana las series 4-1     |            |

## Estadísticas
| Rk | Jugador         | Edad | P  | PT | MP   | TC  | TCI  | %TC  | TL  | TLI | %TL  | RB   | AS  | FP  | PTS  |
| 1  | Bill Russell    | 32   | 81 |    | 40.7 | 4.9 | 10.7 | .454 | 3.5 | 5.8 | .610 | 21.0 | 5.8 | 3.2 | 13.3 |
| 2  | Sam Jones       | 33   | 72 |    | 32.3 | 8.9 | 19.5 | .454 | 4.4 | 5.2 | .857 | 4.7  | 3.0 | 2.7 | 22.1 |
| 3  | John Havlicek   | 26   | 81 |    | 32.1 | 8.4 | 19.0 | .444 | 4.5 | 5.4 | .828 | 6.6  | 3.4 | 2.6 | 21.4 |
| 4  | K.C. Jones      | 34   | 78 |    | 31.4 | 2.3 | 5.9  | .397 | 1.5 | 2.4 | .630 | 3.1  | 5.0 | 3.5 | 6.2  |
| 5  | Bailey Howell   | 30   | 81 |    | 30.9 | 7.9 | 15.3 | .512 | 4.3 | 5.8 | .741 | 8.4  | 1.3 | 3.7 | 20.0 |
| 6  | Larry Siegfried | 27   | 73 |    | 25.9 | 5.0 | 11.4 | .442 | 4.0 | 4.8 | .847 | 3.1  | 3.4 | 2.8 | 14.1 |
| 7  | Tom Sanders     | 28   | 81 |    | 23.8 | 4.0 | 9.3  | .428 | 2.2 | 2.7 | .817 | 5.4  | 1.1 | 3.8 | 10.2 |
| 8  | Don Nelson      | 26   | 79 |    | 15.2 | 2.9 | 6.4  | .446 | 1.8 | 2.4 | .742 | 3.7  | 0.8 | 1.8 | 7.5  |
| 9  | Wayne Embry     | 29   | 72 |    | 10.1 | 2.0 | 5.0  | .409 | 1.1 | 2.0 | .569 | 4.1  | 0.6 | 1.9 | 5.2  |
| 10 | Jim Barnett     | 22   | 48 |    | 8.0  | 1.6 | 4.4  | .370 | 0.9 | 1.3 | .677 | 1.1  | 0.9 | 1.3 | 4.1  |
| 11 | Toby Kimball    | 24   | 38 |    | 5.8  | 0.9 | 2.6  | .361 | 0.7 | 1.1 | .675 | 3.8  | 0.3 | 1.1 | 2.6  |
| 12 | Ron Watts       | 23   | 27 |    | 3.3  | 0.4 | 1.6  | .250 | 0.6 | 0.9 | .696 | 1.4  | 0.0 | 0.6 | 1.4  |

## Galardones y récords
| Jugador       | Galardón                              |
| Bill Russell  | 2.º Mejor quinteto de la NBA All-Star |
| Sam Jones     | 2.º Mejor quinteto de la NBA          |
| John Havlicek | All-Star                              |
| Bailey Howell | All-Star                              |